# 沖島
沖島（おきしま）または沖ノ島（おきのしま）は、琵琶湖の沖合約1.5 kmにある琵琶湖最大の島である。琵琶湖国定公園第2種特別地域。
2015年（平成27年）4月24日、「琵琶湖とその水辺景観－ 祈りと暮らしの水遺産」の構成文化財として日本遺産に認定される。

## 概要

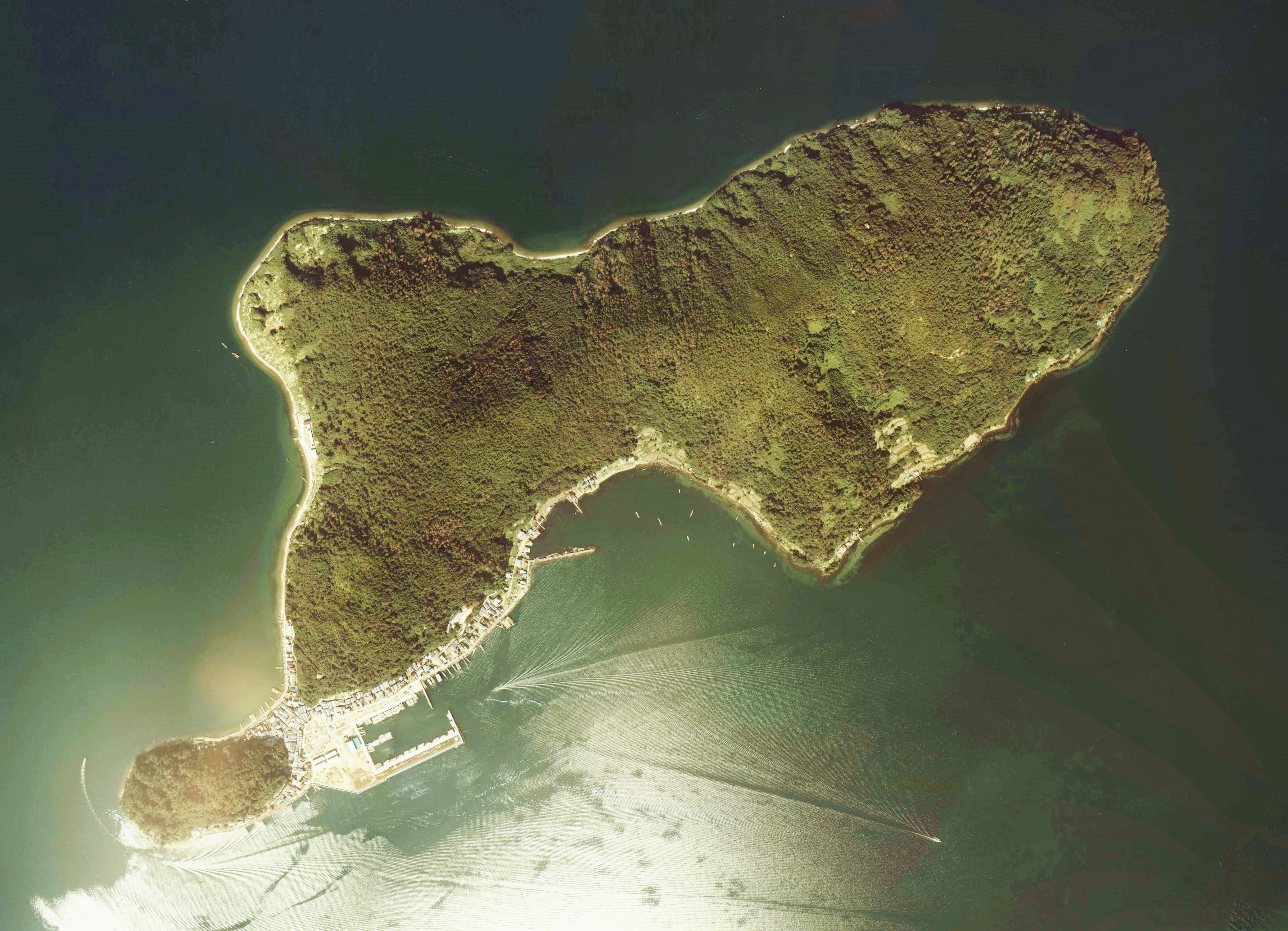
沖島の空中写真。1982年撮影の4枚を合成。。

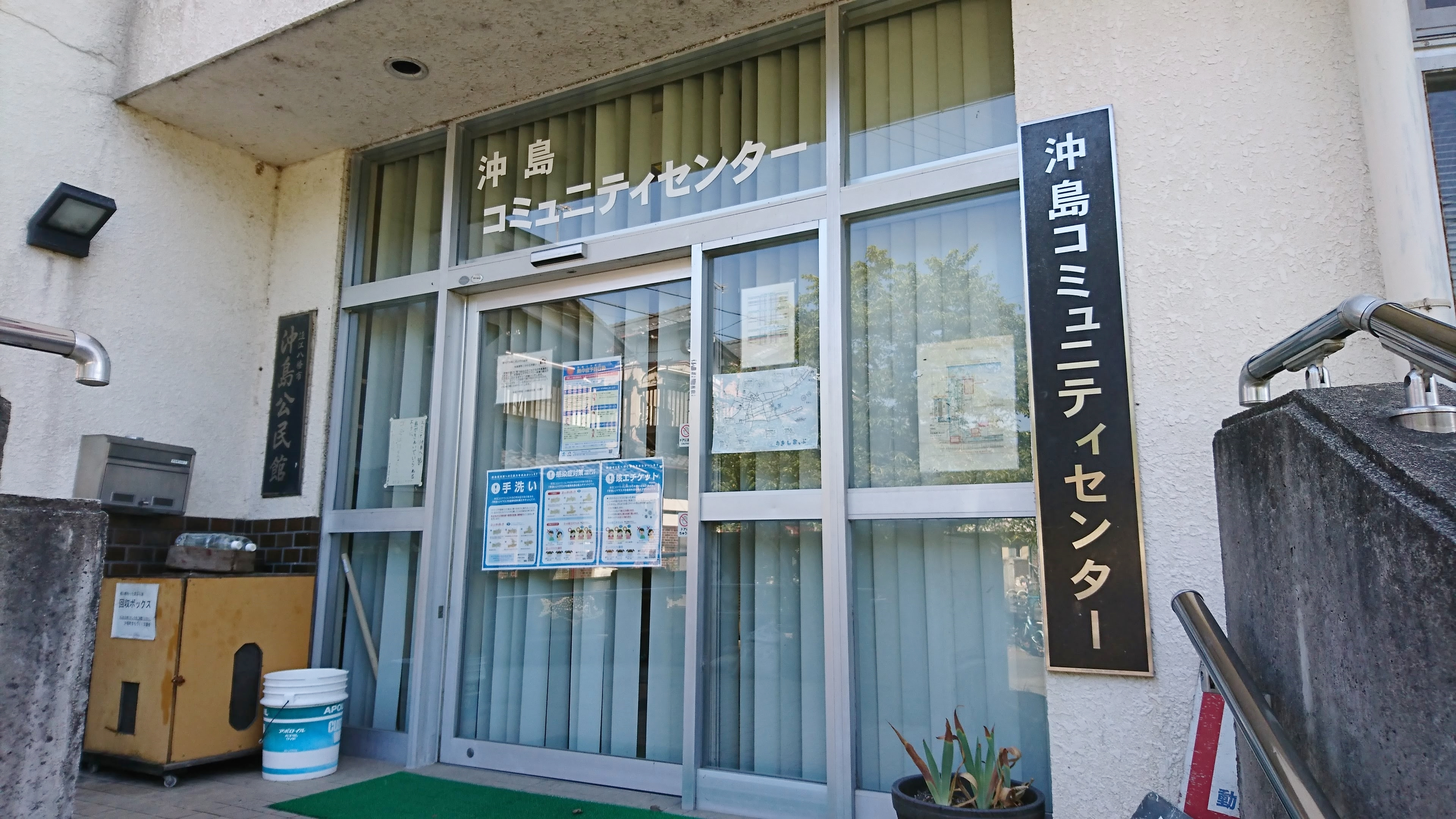
沖島コミュニティーセンター

滋賀県近江八幡市沖島町に属する。約250人が居住する有人島で、島の南西部に集落が形成されており、市立小学校や郵便局なども設置されている。また、ネコが多く生息している。
沖島は日本で唯一の「淡水湖内にある有人島」である（琵琶湖で面積第2位の竹生島は無人島）。海と繋がった汽水湖を含めると中海の大根島・江島、浜名湖の弁天島も湖の有人島であるが、いずれも架橋されているため、離れ島なのは沖島のみである。島内に自動車はなく、一方で大抵の家は自家用船を所有している。島内の移動手段は徒歩または自転車で、三輪自転車が多用されている。
戦国時代には琵琶湖水運の重要拠点としてここに関所が設置されていた。ここを通過する船は、陸上の関所と同様に関銭を徴収される代わりに沖島の住民によって航行の安全が保証されていた。関所は当初は六角氏の影響下にあったが、後に本願寺系の自治都市堅田の保護を受け、さらに織田信長の近江平定に従って関所の存続が特に許され、豊臣政権下の天正13年（1585年）頃まで存在していた。
2013年6月、離島指定基準の見直しにより国土交通省の諮問会議において離島地域に加えられることが決定した。
2021年4月24日および25日、新型コロナワクチンの接種が16歳以上の島民全員を対象に実施されることとなった。ワクチンは時期的に医療従事者に続き高齢者を対象に接種される段階ではあったが、島内には医療資源が乏しく感染が広がれば危機的な状況になることを防ぐための措置。

## 島内の施設
- 奥津島神社
- 厳島神社-奥津島神社摂社
- 西福寺（蓮如の真筆が2つある。虎斑の名号・正信念仏偈）
- 近江八幡市立沖島小学校
- 近江八幡市立沖島幼稚園（沖島小学校の敷地内にある）
- 近江八幡市立沖島診療所（水曜日または木曜日に本土から医師が派遣される）
- 近江八幡沖島郵便局
- 沖島浄水場
- ケンケン山

## 交通
琵琶湖東岸の近江八幡市本土と船で結ばれている。堀切新港へは近江八幡駅から近江鉄道バスの長命寺線（休暇村行きのみ利用可）もしくは市営コミュニティバスの「あかこんバス」があるが、日祝の運行はない。土曜日はあかこんバスのみ運行している。
- 堀切新港 - 沖島港

沖島内は自転車または徒歩のみ。

## 警察
島内には交番・駐在所はなく、事件・事故が発生した場合は、近江八幡市本土にある近江八幡警察署が管轄する。

## 消防
島内で火災が発生した場合は消防艇「おきしま」が湖水を汲み上げて消火する。消防艇は夜間の急病人搬送にも使われる。消防団員は女性も多い。

## ライフライン
水道水は、湖水を島内の沖島浄水場で濾過したものである。電気・通信は、近江八幡市本土と沖島の間に湖底ケーブルがある。

## その他
沖島では、特産品として、2017年からサツマイモを用いたアイスクリームを売り出している。しかし2018年には、原材料のサツマイモがイノシシによる食害に悩まされるようになっており、島民の間で悩みの種となっている。
また、琵琶湖で捕獲されたブラックバスのミンチを使用した「沖島よそものコロッケ」を販売している。「よそもの」とは琵琶湖の固有種ではない外来種（特定外来生物）を意味する。

## ギャラリー

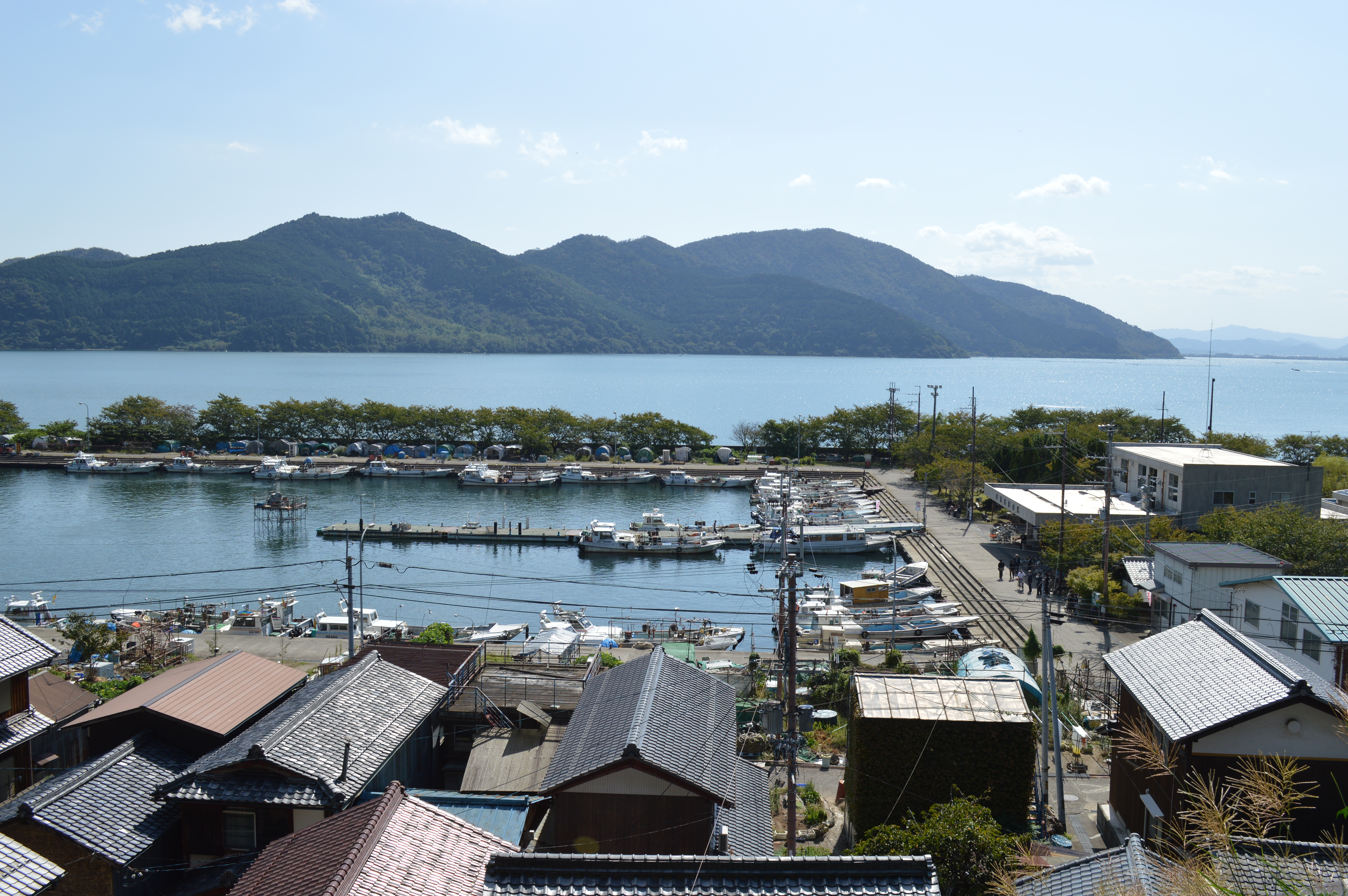
沖島港
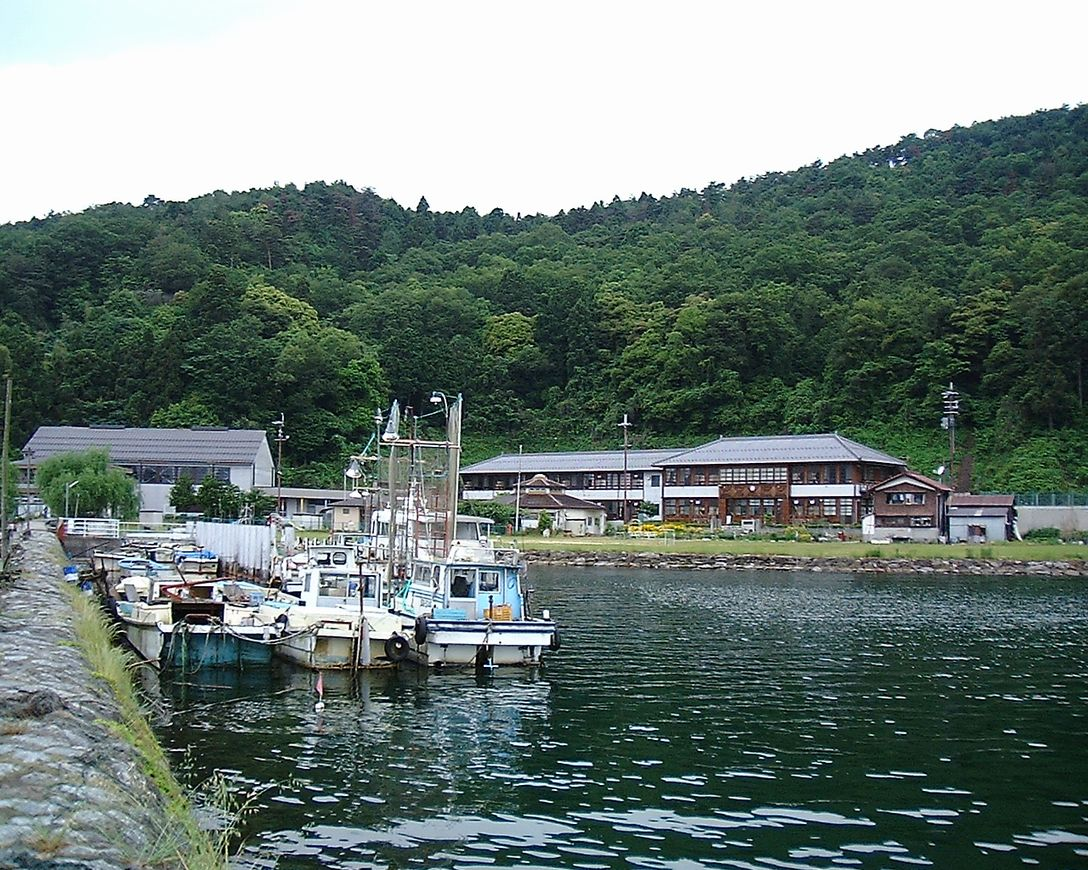
沖島港から沖島小学校を遠望
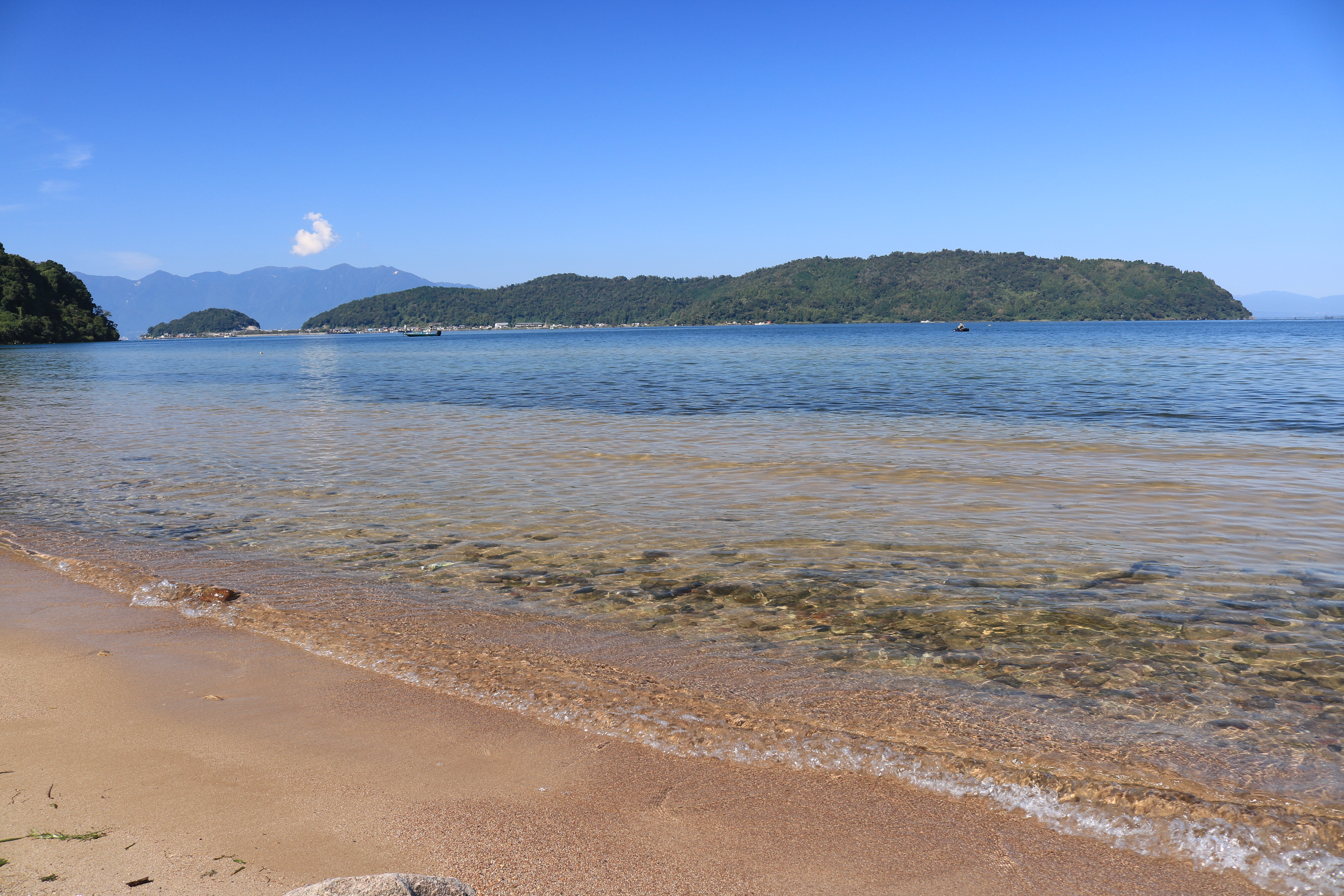
南東側の宮ヶ浜から望む沖島
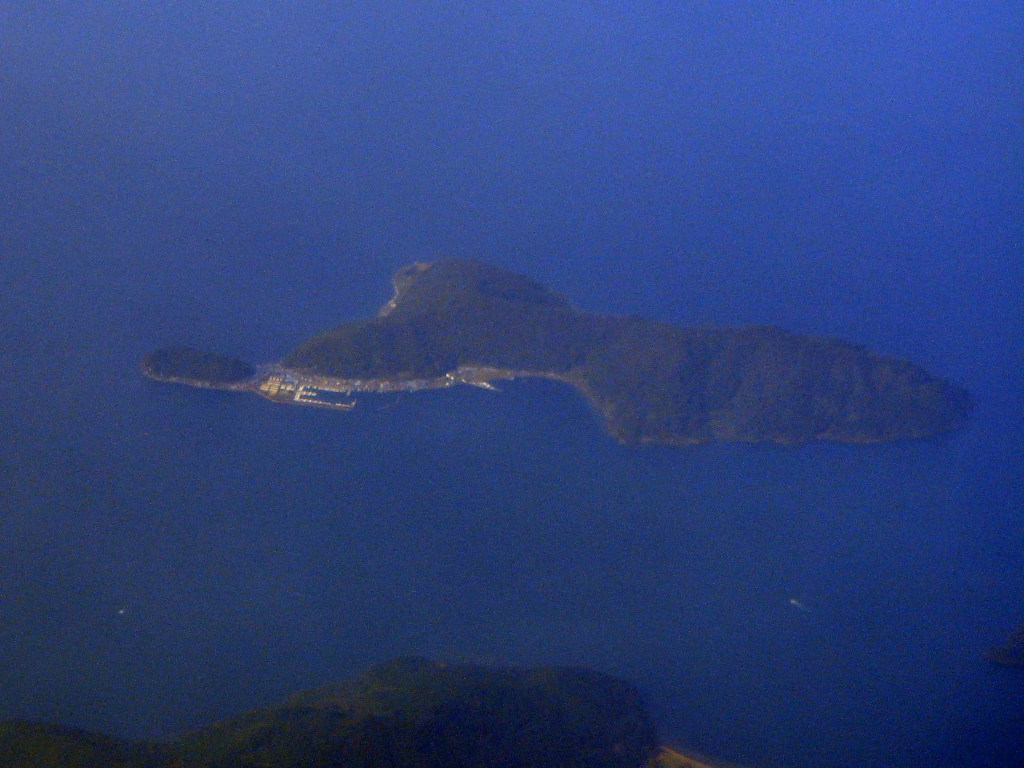
沖島を空撮（2006年11月
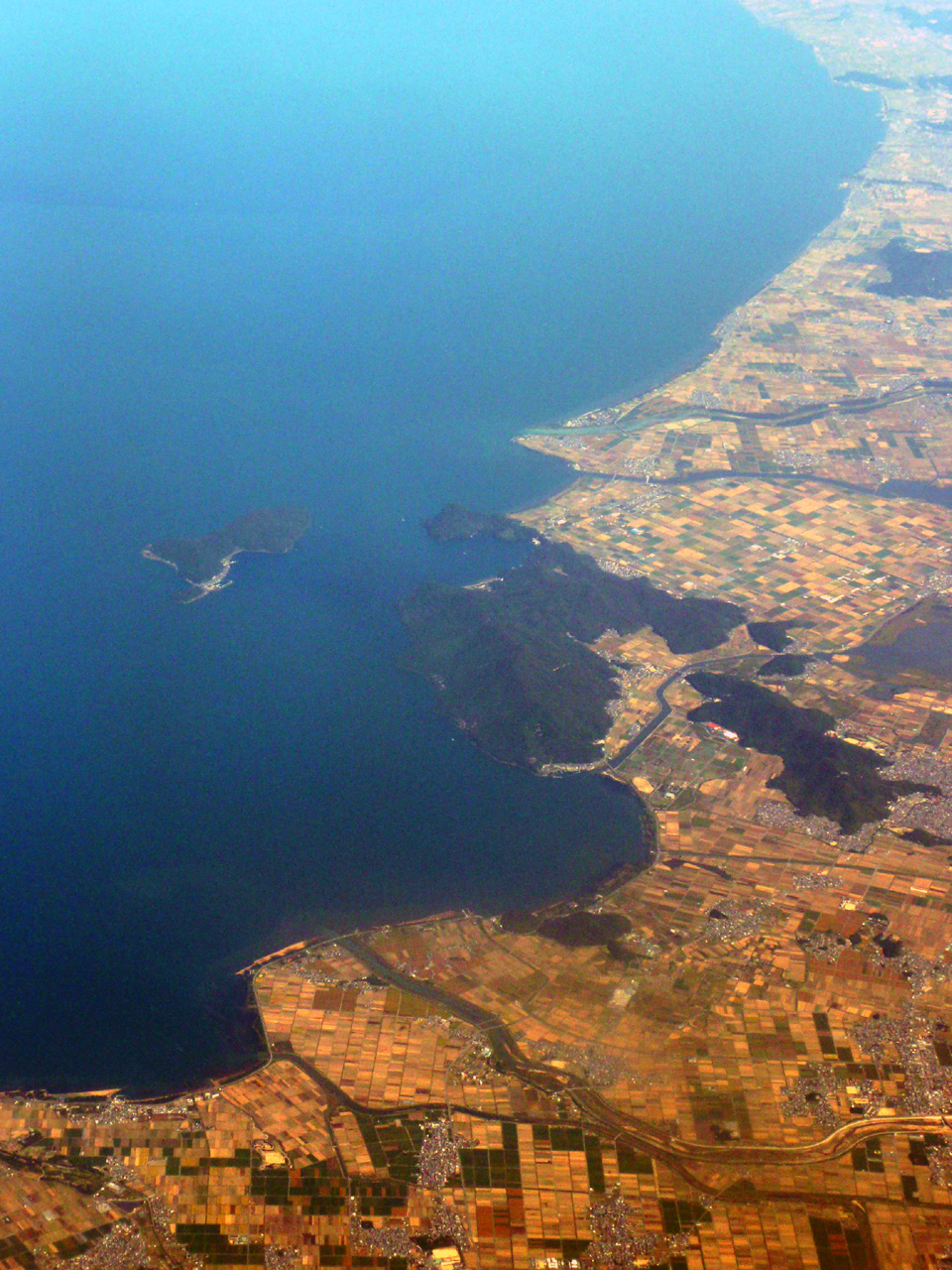
沖島とその周辺空撮